# Карповка (Читинський район)
Ка́рповка (рос. Карповка) — село у складі Читинського району Забайкальського краю, Росія. Входить до складу Смоленського сільського поселення.

## Населення
Населення — 545 осіб (2010; 651 у 2002).
Національний склад (станом на 2002 рік):
- росіяни — 93 %